# Asignación
Asignación es el término que utiliza Microsoft para referirse a un sistema de archivos, formado por clústers o unidades de asignación.

## Particiones
Una partición es un conjunto de bytes a los que se le ha asignado un formato.
Ej, asignación de un sistema de archivos a un disquete utilizando el símbolo del sistema:
```
format A:
```

De esta forma le asignamos un sistema de archivos del tipo FAT32 a la unidad "A:"

## Errores
Un sistema de archivos puede corromperse, es decir, por una operación inadecuada, el sistema de archivos puede sufrir fallas, algunas de estas pueden ser corregidas ejecutando el scandisk.
Desde MS-DOS:
```
scandisk
```

Intentara corregir errores en el sistema operativo y en el sistema de archivos.